# Gymnázium Opatov
Gymnázium Opatov (zkratka GO) je střední škola všeobecného zaměření, která nabízí osmileté a čtyřleté studium. Gymnázium se nachází v jihovýchodní části Prahy na sídlišti Jižní Město. Založeno bylo v roce 1993 a jeho zřizovatelem je hlavní město Praha.

## Poloha
Gymnázium je umístěno v jihovýchodní části hlavního města Prahy, zhruba ve středu sídliště Jižní Město. Leží mezi stanicemi pražského metra Háje a Opatov na lince C, na jižním okraji tzv. Centrálního parku. Nedaleko gymnázia se nacházejí také zastávky několika autobusových linek PID. Gymnázium sídlí v rozsáhlém areálu, jehož součástí je také waldorfské lyceum a mateřská škola.
Zřizovatelem gymnázia je hlavní město Praha a jako samostatná instituce vzniklo v roce 1993. Předtím budova fungovala po dobu školního roku 1992/1993 jako pobočka Gymnázia Na Vítězné pláni. V čele gymnázia stojí již od jeho založení v roce 1993 ředitel RNDr. Jan Peřina. Škola nabízí možnost připojení k internetu pomocí sítě Wi-Fi.

## Studium
Každý rok se na této škole otevírají dva ročníky osmiletého a jeden ročník čtyřletého studia. Přijetí do osmiletého studia je podmíněno úspěšným složením přijímacích zkoušek, mezi další hodnocená kritéria patří známky na vysvědčení a úspěšnost uchazečů ve vědomostních soutěžích. Zájemci o čtyřleté studium většinou (mj. v letech 2008, 2009, 2014, 2015 a 2016) přijímací zkoušky neskládají a ředitel školy namísto toho hodnotí uchazeče podle jejich vysvědčení, schopností, vědomostí a zájmů.
Všechny třídy na gymnáziu si uchovávají svoje unikátní písmenné označení po celou dobu studia. Ve školním roce 2024/2025 zde v osmiletém studiu existují tyto třídy: 1. C, 1. D, 2. J, 2. K, 3. E, 3. F, 4. R, 4. S, 5. P, 5. Q, 6. T, 6. U, 7. L, 7. M, 8. A, 8. B. V rámci čtyřletého studia se jedná o třídy 1. V, 2. Z, 3.Y, 4. X.
Každý rok je v rámci školy volen studentský senát gymnázia, skládající se ze zástupců jednotlivých tříd. Všechny učebny jsou vybaveny dataprojektorem a projekčním plátnem. Na gymnáziu se dále nachází také 6 interaktivních učeben a 2 multimediální učebny. Gymnázium má k dispozici 3 vnitřní tělocvičny a 2 venkovní hřiště; stravování pak probíhá ve dvou samostatných jídelnách. Nacházejí se zde knihovny s tituly v českém, anglickém a německém jazyce.

## Hodnocení
Významným úspěchem studentů bylo sestavení unikátní Wilsonovy mlžné komory, která umožňuje sledování drah elektricky nabitých částic. Gymnázium Opatov se tak stalo jedinou školou v Česku, která má podobné zařízení k dispozici. U příležitosti slavnostního otevření expozice mlžné komory školu v roce 2014 navštívil vicepremiér Andrej Babiš nebo tehdejší ministr školství Marcel Chládek.
V roce 2014 Ministerstvo školství, mládeže a tělovýchovy v rámci programu "Excelence středních škol" vyhodnotilo gymnázium jako druhou nejlepší střední školu v Praze. V roce 2015 bylo ze strany ministerstva dokonce vyhodnoceno jako vůbec nejlepší střední škola v Praze.
V roce 2015 byla na gymnáziu provedena inspekční činnost České školní inspekce (ČŠI). Gymnázium bylo ve všech bodech hodnoceno na nadstandardní úrovni. Mezi silné stránky patří především systematické řízení školy, plně kvalifikovaný pedagogický sbor, nadstandardní výuka anglického jazyka, příznivé klima ve vzdělávacím procesu a kvalitní vybavení školy moderními technologiemi.

## Akce
V každém ročníku mají studenti možnost zúčastnit se několikadenního pobytu:
- v primě se jedná o pobyt seznamovací,
- v sekundě a kvintě (resp. prvním ročníku) o pobyt lyžařský,
- v tercii o pobyt cyklistický,
- v kvartě o pobyt „stmelovací“,
- v sextě (resp. druhém ročníku) o pobyt vodácký,
- v septimě (resp. třetím ročníku) o literárně-historický či zeměpisně-chemicky-biologický výjezd,
- v oktávě (resp. čtvrtém ročníku) o matematické soustředění.

Kromě těchto akcí jsou pořádány také kurzy specificky zaměřené na určitý předmět, např. poznávací jazykové zájezdy do Německa, Velké Británie, Francie a dalších zemí, výměnné pobyty, návštěvy významných vědeckých institucí v Evropě (např. CERN) a další. Každoročně jsou také pořádány různé akce v Praze, např. divadelní festival, toulky Prahou, sportovní den a imatrikulační a maturitní ples.